# الكواسم (الرميلة)
الكواسم هو دُوَّار يقع بجماعة سيدي بوعثمان، إقليم الرحامنة، جهة مراكش آسفي في المملكة المغربية. ينتمي الدوّار لمشيخة الرميلة التي تضم 18 دوار. يقدر عدد سكانه بـ 142 نسمة حسب الإحصاء الرسمي للسكان والسكنى لسنة 2004.

## روابط خارجية
- البوابة الوطنية للجماعات الترابية
- المندوبية السامية للتخطيط